# Westerland, Nemčija
Westerland (dansko Vesterland; Söl'ring severnofrizijsko: Wäästerlön’) je najbolj severno mesto v Nemčiji, ki leži ob Severnem morju na polotoku Sylt. Od 1. januarja 2009 je del občine Sylt. Nahaja se v okrožju Nordfriesland v Schleswig-Holsteinu in leži okoli 70 km severozahodno od Husuma, 74 km zahodno od Flensburga, 134 km severozahodno od Kiela in 186 km severozahodno od Hamburga.